# 李元宗
李元宗（1899年—？年），字祧伯，男，四川省南部縣老鴉鄉人，中华民国军事人物。曾任川軍師長，當選為行憲後第一屆國民大會代表。

## 生平
漢南軍事學校畢業。
四川陸軍第三師軍官教育團、軍事委員會軍官訓練團畢業。
抗日戰爭時期，歷任國民革命軍第67軍第162師第486旅第972團團長。
民國32年（1943年），川陝鄂邊區綏靖公署國民革命軍第95軍新編第18師師長。
民國34年（1945年），國民革命軍第56軍163師副師長。
民國36年（1947年），國民革命軍整編第56師第164旅旅長。
民國36年（1947年）冬，參加南部縣國大代表選舉，得多數11萬餘票當選。
民國38年（1949年）12月初，任川西北反共救國軍中將副總司令（副總指揮）兼第一路司令，12月22日在成都易幟。後任四川省文史館館員。